# Савиняно сул Рубиконе
Савиня̀но сул Рубико̀не (на италиански: Savignano sul Rubicone, на местен диалект Savgnèn, Савънен) е град и община в северна Италия, провинция Форли-Чезена, регион Емилия-Романя. Разположен е на 32 m надморска височина, на река Рубикон. Населението на общината е 17 637 души (към 2012 г.).